# Alexander Sergejewitsch Jakowlew

Jakowlews Grabmal auf dem Moskauer Friedhof des Neujungfrauenklosters

Alexander Sergejewitsch Jakowlew (russisch Александр Сергеевич Яковлев, wiss. Transliteration Aleksandr Sergeevič Jakovlev; * 19. Märzjul. / 1. April 1906greg. in Moskau; † 22. August 1989 in Moskau) war ein sowjetischer Flugzeugkonstrukteur und Chefingenieur des nach ihm benannten OKB (Experimental-Konstruktionsbüro) Jakowlew.

## Leben
Von 1914 bis 1923 besuchte er die Schule und wollte anschließend an der Schukowski-Militärakademie der Luftstreitkräfte in Moskau Flugzeugbau studieren, wurde aber als Zivilist – Jakowlew hatte keinen Wehrdienst abgeleistet – nicht angenommen. In ersten Kontakt mit dem Flugzeugbau kam er etwas später, als er 1923 als Gehilfe von Nikolai Anostschenko, seines Zeichens Pilot und Flugingenieur, für den ersten auf der Krim ausgetragenen sowjetischen Segelflugwettbewerb den Gleiter Makaka herstellte. Zwar ging das Flugzeug bereits beim ersten Flug zu Bruch, aber Jakowlew entschloss sich nun endgültig, die Konstrukteurslaufbahn einzuschlagen. Nach einigen Hilfsarbeitertätigkeiten fand er schließlich doch noch an der Schukowski-Akademie eine Beschäftigung als Motorenwart. Während dieser Tätigkeit entwickelte er in seiner Freizeit mit Unterstützung von Sergei Iljuschin seine ersten beiden Typen, die Segelflugzeuge AWF-10 und AWF-20, die bei den Krim-Wettbewerben erfolgreich flogen. Auch lernte er den ebenfalls beim Bodenpersonal der Akademie beschäftigten Julian Piontkowski kennen, der als Pilot alle frühen Jakowlew-Typen testen sollte, bis er bei der Erprobung der Jak-1 ums Leben kam. Als Auszeichnung für die Konstruktion der Ja-1 konnte Jakowlew endlich auch ab 1927 ein Studium beginnen. Während dieser Zeit konstruierte er einige Flugzeuge, von denen die Ja-6 als erster Jakowlew-Entwurf für die Serienproduktion freigegeben wurde. Im April 1931 erhielt er sein Ingenieursdiplom. Anschließend arbeitete er unter Nikolai Polikarpow und Dmitri Grigorowitsch im Menschinski-Flugzeugwerk 39 und erhielt am 15. Januar 1934 die Leitung über ein selbstständiges Produktions-Konstruktionsbüro in einer ehemaligen Bettenfabrik. 1935 wurde er zum Chefkonstrukteur des mittlerweile herausgebildeten OKBs ernannt.
In dieser Position wurde er 1937 Generalingenieur. 1948 wurde er Minister der Luftfahrtindustrie der UdSSR, nachdem er bereits seit 1940 als stellvertretender Volkskommissar für Luftfahrtindustrie im Bereich Experimentalbau tätig war. Vor dem Zweiten Weltkrieg unternahm er in dieser Funktion einige Reisen ins Ausland, u. a. nach Italien, England und Deutschland und machte sich mit der Flugzeugentwicklung in diesen Ländern vertraut. Nach dem deutschen Überfall auf die Sowjetunion arbeitete er neben seiner Kommissartätigkeit, die ihn sich u. a. mit der Evakuierung von Flugzeugwerken in das Landesinnere und der Organisation der Produktion Ende 1941 und zu Beginn 1942 befassen ließ, weiter als Leiter seines Konstruktionsbüros. In seinen Memoiren berichtet Jakowlew von regelmäßigen Gesprächen mit Stalin, der bis in kleinste Details einen großen Einfluss auf alle Aspekte der industriellen Entwicklung, insbesondere auch auf die Luftfahrtindustrie und die Entwicklung von Kampfflugzeugen, ausübte.
Das Konstruktionsbüro Jakowlew entwickelte im Zweiten Weltkrieg eine Reihe von Jagdflugzeugen, die in großer Zahl in den sowjetischen Luftstreitkräften zum Einsatz kamen. Bekannt sind insbesondere die Jagdflugzeuge Jak-1, Jak-3 und Jak-9 aber auch Transportflugzeuge wie die Jak-6. 1945 entwarf er eines der ersten sowjetischen Flugzeuge mit Strahltriebwerk, die Jak-15, die neben der MiG-9 in Serie produziert wurde. Bekannteste zivile Flugzeugtypen von Jakowlew sind das Kurzstreckenverkehrsflugzeug Jak-40 und dessen Weiterentwicklung Jak-42, ein dreistrahliges Mittelstreckenflugzeug, sowie zahlreiche Typen für den Kunstflug. Insgesamt entwickelte das nach A. S. Jakowlew benannte Konstruktionsbüro rund einhundert Flugzeugtypen.
1956 wurde Jakowlew zum Generalkonstrukteur ernannt.
Jakowlew wurde mit vielen Auszeichnungen für sein Lebenswerk geehrt. So erhielt er den Leninpreis, sechsmal den Stalinpreis, zweimal den Orden des Roten Sterns und zehnmal den Leninorden. Ihm wurde das Kreuz der Ehrenlegion verliehen, da das im Zweiten Weltkrieg auf Seiten der Roten Armee kämpfende Jagdfliegerregiment Normandie-Njemen Jak-Flugzeuge nutzte. 1943 wurde er korrespondierendes und 1976 volles Mitglied der Akademie der Wissenschaften der UdSSR.
Jakowlew war mit Jekaterina Matwejewa verheiratet. Er hatte zwei Söhne, Sergej und Alexander.
Jakowlew war auch als Buchautor tätig.